# Johann Josef Loschmidt
Jan o Johann Joseph Loschmidt (15 de marzo de 1821 - 8 de julio de 1895) fue un químico y físico (termodinámica, óptica, electrodinámica), formas cristalinas) austríaco. Fue uno de los primeros investigadores de la teoría de la valencia atómica y del tamaño molecular.
Hijo de una familia de campesinos de Bohemia en la actual República Checa, entonces perteneciente a Austria, estudió en Praga y en Viena.
Escribió un tratado, Estudios químicos I, donde interpretaba correctamente la naturaleza de los compuestos azucarados como compuestos parecidos al éter, y afirmaba que el ozono es O3 y el benceno una molécula cíclica. Aceptó la existencia de valencias variables para ciertos átomos como el azufre y valencia fija para otros como hidrógeno, carbono y oxígeno. Este tratado tuvo tan escasa repercusión que su segunda parte, proyectada por el autor mientras escribía la primera, nunca fue publicada.
Posteriormente trabajó sobre la teoría cinética de los gases, donde calculó por primera vez el valor exacto del tamaño de las moléculas del aire. Con este valor estimó erróneamente el número de moléculas que hay en un centímetro cúbico de aire. No obstante, fue el primer intento de medir el número de Avogadro, constante que a veces también se denomina número de Loschmidt.